# 长胜乡
长胜乡，是中华人民共和国黑龙江省双鸭山市岭东区下辖的一个乡镇级行政单位。

## 行政区划
长胜乡下辖以下地区：
东升村、东风村、东兴村、立新村、宏强村、团山村和新翼村。